# 10 Batalion Saperów (PSZ)
10 Batalion Saperów (10 bsap) – pododdział saperów Polskich Sił Zbrojnych.

## Historia jednostki
W 1942 roku w składzie Polskich Sił Zbrojnych w ZSRR został sformowany 1 Pułk Saperów oraz Ośrodek Szkolenia Saperów w Centrum Wyszkolenia Armii. Obie jednostki stacjonowały w rejonie miejscowości Wriewskaja (obecnie Olmazor) na terytorium ówczesnej Uzbeckiej Socjalistycznej Republiki Radzieckiej. Pułk liczył około 200 ludzi, którzy nie posiadali przeszkolenia i wyposażenia. Po ewakuacji do Iranu i Iraku został zlikwidowany.
W połowie lipca 1942 roku przybyła z Anglii kadra oficerska przyszłego batalionu, a wśród niej ppłk Jerzy Sochocki, kpt. inż. Czajkowski, kpt. inż. Edmund Wajdowicz, por. Juszczyk, ppor. Iwanek, natomiast z Rosji przybył mjr Maculewicz. 22 lipca 1942 roku został utworzony Batalion Saperów 2 Korpusu pod dowództwem podpułkownika Jerzego Sochockiego. Jedynym pododdziałem batalionu była dotychczasowa 3. kompania, która jednocześnie została przemianowana na 1. kompanię. Dowództwo kompanii objął mjr Maculewicz. Pod koniec września z kompanii wydzielono kierowców i mechaników, jako zawiązek kompanii parkowej pod dowództwem porucznika Juszczyka.
24 października 1942 roku z połączenia Baonu Saperów 2 Korpusu i 1 Pułku Saperów Armii został sformowany 10 Baon Saperów Armii.
25 października, po nabożeństwie, odbyła się zbiórka całego batalionu. 10 stycznia 1943 roku odbyła się wspólna przysięga żołnierska batalionu.
Na podstawie rozkazu tajnego Dowództwa Armia Polska na Wschodzie z 9 marca 1943 roku Batalion Saperów Armii został z dniem 15 marca przemianowany na 10 Batalion Saperów (ang. 10th Polish Army Troops Engineers).
2 czerwca 1943 roku batalion wizytował Naczelny Wódz, generał broni Władysław Sikorski.
14 czerwca 1943 roku 10 batalion saperów został włączony w skład 2 Korpusu Polskiego i przemianowany na 10 batalion saperów korpusu. Jednostka została zorganizowana według brytyjskiego etatu wojennego korpuśnych oddziałów saperów (ang. Corps Troops Engineers). Zgodnie z etatem, w strukturze korpuśnych oddziałów saperów znajdowały się trzy kompanie polowe i jedna kompania parku polowego. Obok nazwy polskiej 10 batalion saperów korpusu posługiwał się także nazwą angielską „10th Polish Corps Troops Engineers”.
Nazwa 10 batalion saperów korpusu była jednak niesłuszna z punktu widzenia organizacji wojskowej, jeśli się weźmie pod uwagę ilość oddziałów, którymi dowodził dowódca 10 batalionu saperów.
Dowódca 10 batalionu saperów dowodził baonem o składzie:
- dowództwo 10 batalionu saperów korpusu
- pluton dowodzenia[10]
- pluton łączności 10 batalionu saperów[11]
- 101 kompania saperów
- 102 kompania saperów
- 103 kompania saperów
- 10 kompania parkowa saperów
- 10 czołówka naprawcza

oraz następującymi pododdziałami:
- 10 kompania mostowa,
- 301 kompania saperów etapowych,
- 304 pluton sprzętu zmechanizowanego[12]
- 306 składnica saperska 2 Korpusu,
- 10 pluton rozbrajania bomb.

Wszystkie te oddziały organizują się, szkolą oraz zaopatrują na terenie Iraku, Palestyny, Egiptu, a nawet częściowo na terenie operacyjnym we Włoszech. Wyposażenie początkowe było częściowo brytyjskie, częściowo amerykańskie, jednak przed wyruszeniem na front włoski – wszystkie oddziały otrzymały wyposażenie najbardziej nowoczesne, brytyjskie.
24 listopada 1943 roku batalion wizytował Naczelny Wódz, generał broni Kazimierz Sosnkowski.
W powyższym składzie saperzy korpuśni – po wylądowaniu na terenie Italii – natychmiast wchodzą do akcji i prawie bez wypoczynku trwają wiernie w 2 Korpusie aż do końca działań wojennych.
22 lipca 1944 roku, w drugą rocznicę utworzenia Baonu Saperów 2 Korpusu i objęcia dowództwa, pułkownik Jerzy Sochocki wydał rozkaz specjalny. Na podstawie rozkazu L.dz. 3334/204/AG/, tj. kwatermistrza 2 Korpusu z 1 grudnia 1944 roku przemianowane zostały z dniem 15 grudnia następujące oddziały:
- 10 batalion saperów korpusu na 10 batalion saperów,
- 1 kompania saperów korpusu na 11 kompanię saperów (ang. 11th Polish Field Company Engineer),
- 2 kompania saperów korpusu na 12 kompanię saperów,
- 3 kompania saperów korpusu na 13 kompanię saperów,
- kompania parkowa saperów korpusu na 10 kompanię parkową saperów (ang. 10th Polish Field Park Company Engineer)[15].

### Obsada 10 batalionu saperów podczas bitwy o Bolonię
Dowództwo batalionu
- dowódca batalionu - płk Jerzy Sochocki
- zastępca dowódcy batalionu - mjr Michał Proźwicki
- adiutant batalionu - por. Henryk Nowowiejski
- oficer informacyjny - kpt. Andrzej Kalinowski
- dowódca plutonu łączności - ppor. Mieczysław Leżanowski
- oficer techniczny batalionu - kpt. Jan Czajkowski
- zastępca oficera technicznego batalionu - por. Tadeusz Grabowski
- oficer gospodarczy - por. Bolesław Podolski
- lekarz batalionu - por. Jan Świetlik
- oficer oświatowy - por. Kazimierz Kasprzyk
- kapelan - ks. kpt. Jan Bas

11 kompania saperów
- dowódca kompanii - mjr Hipolit Smoczkiewicz
- zastępca dowódcy kompanii - kpt. Bogusław Kropidłowski
- oficer techniczny i dowódca plutonu dowodzenia - por. Feliks Twardowski
- zastępca oficera technicznego - ppor. Józef Nowakowski
- oficer rozpoznawczy - ppor. Franciszek Pieczyk
- dowódca I plutonu - ppor. Jerzy Skotnica
- dowódca II plutonu - ppor. Edward Kucharczyk
  - zastępca dowódcy plutonu - ppor. Wacław Górczyński
- dowódca III plutonu - ppor. Franciszek Kurnik

12 kompania saperów
- dowódca kompanii - mjr Stanisław Wiatrowski
- zastępca dowódcy kompanii - kpt. Zdzisław Dydacki
- oficer rozpoznawczy - por. Witold Kluz
- oficer techniczny - por. Jerzy Zieliński
- dowódca I plutonu - ppor. Stanisław Kowalski
- dowódca II plutonu - ppor. Leszek Balla
- dowódca III plutonu - ppor. Stanisław Wołoszyn

13 kompania saperów
- dowódca kompanii - kpt. Kazimierz Kuźba
- zastępca dowódcy kompanii - por. Józef Ożga
- oficer techniczny - por. Tadeusz Arczyński
- oficer rozpoznawczy - ppor. Tadeusz Kowalczyk
- dowódca I plutonu - Apolinary Nakiewicz
- dowódca II plutonu - ppor. Aleksander Pieczko
- dowódca III plutonu - ppor. Kazimierz Niepokojczycki

10 kompania parkowa saperów
- p.o. dowódca kompanii - kpt. Stanisław Schönhaut
- dowódca plutonu sprzętowego - por. Arseniusz Wasyluk
- dowódca plutonu elektrotechnicznego - por. Aleksy Kryłow
- dowódca plutonu warsztatowego -ppor. Marian Pałka
- dowódca plutonu zadymiania - ppor. Aleksander Panko

301 etapowa kompania saperów
- dowódca kompanii - mjr Janusz Stypułkowski
- zastępca dowódcy kompanii - por. Tadeusz Wesołowski
- oficer techniczny - por. Kazimierz Piotrowski
- dowódca I plutonu - ppor. Józef Malinowski
- dowódca II plutonu - ppor. Huma-Szabelski
- dowódca III plutonu - por. NN

10 kompania mostowa
- dowódca kompanii - mjr Stanisław Brzostowski[18]
- zastępca dowódcy kompanii - kpt. Stanisław Włoskowicz
- oficer rozpoznawczy - ppor. Kazimierz Klink
- dowódca plutonu dowodzenia - ppor. Stanisław Budrewicz
- dowódca plutonu mostu Bailey′a - por. marian Stankiewicz
- dowódca plutonu pontonowego - por. Karol Paszkiewicz
- dowódca plutonu F.B.E. - por. Marian Perny
- dowódca plutonu sprzętu szturmowego - por. Waniukiewicz
- dowódca plutonu sprzętu saperskiego - ppor. Edward Stachurski
- dowódca plutonu warsztatowego - por. Zygmunt Stefański

10 pluton rozbrajania bomb
- dowódca plutonu - kpt. Mirosław Kępiński
- zastępca dowódcy plutonu - por. Stefan Twardowski

304 pluton sprzętu mechanicznego
- dowódca plutonu - kpt. Seweryn Gajewski
- zastępca dowódcy plutonu - ppor. Wacław Kowalski

306 pluton parkowy saperów
- dowódca plutonu - por. Władysław Galatowicz
- zastępca dowódcy plutonu - por. Czesław Nahorski

Po zakończeniu działań wojennych poszczególne oddziały biorą udział w odbudowie komunikacji Włoch – przy budowie pamiątkowych cmentarzy pod Monte Cassino, w Loreto, w Bolonii. Straty w czasie działań zostały uzupełnione Polakami z armii niemieckiej. Uzupełnienia szkolą się przy kadrze. Stan taki trwa aż do czasu ukończenia budowy Polskiego Cmentarza Wojennego w Bolonii, po czym poszczególne oddziały przeszły transportami do Wielkiej Brytanii, co miało miejsce w roku 1946.
18 lipca 1945 roku dowództwo batalionu objął major Michał Prozwicki, w zastępstwie pułkownika Sochockiego, który odszedł na stanowisko dowódcy Grupy Saperów.

## Dowódcy batalionu
- ppłk / płk Jerzy Sochocki (do 21 VI 1945)
- mjr Michał Prozwicki (18 lipca 1945 – † 4 I 1946[21])
- ppłk Stanisław Maculewicz (do 1 V 1947[22])